# Ceyloni ében
A ceyloni ében (Diospyros ebenum) a hangavirágúak (Ericales) rendjébe és az ébenfafélék (Ebenaceae) családjába tartozó faj.

## Előfordulása

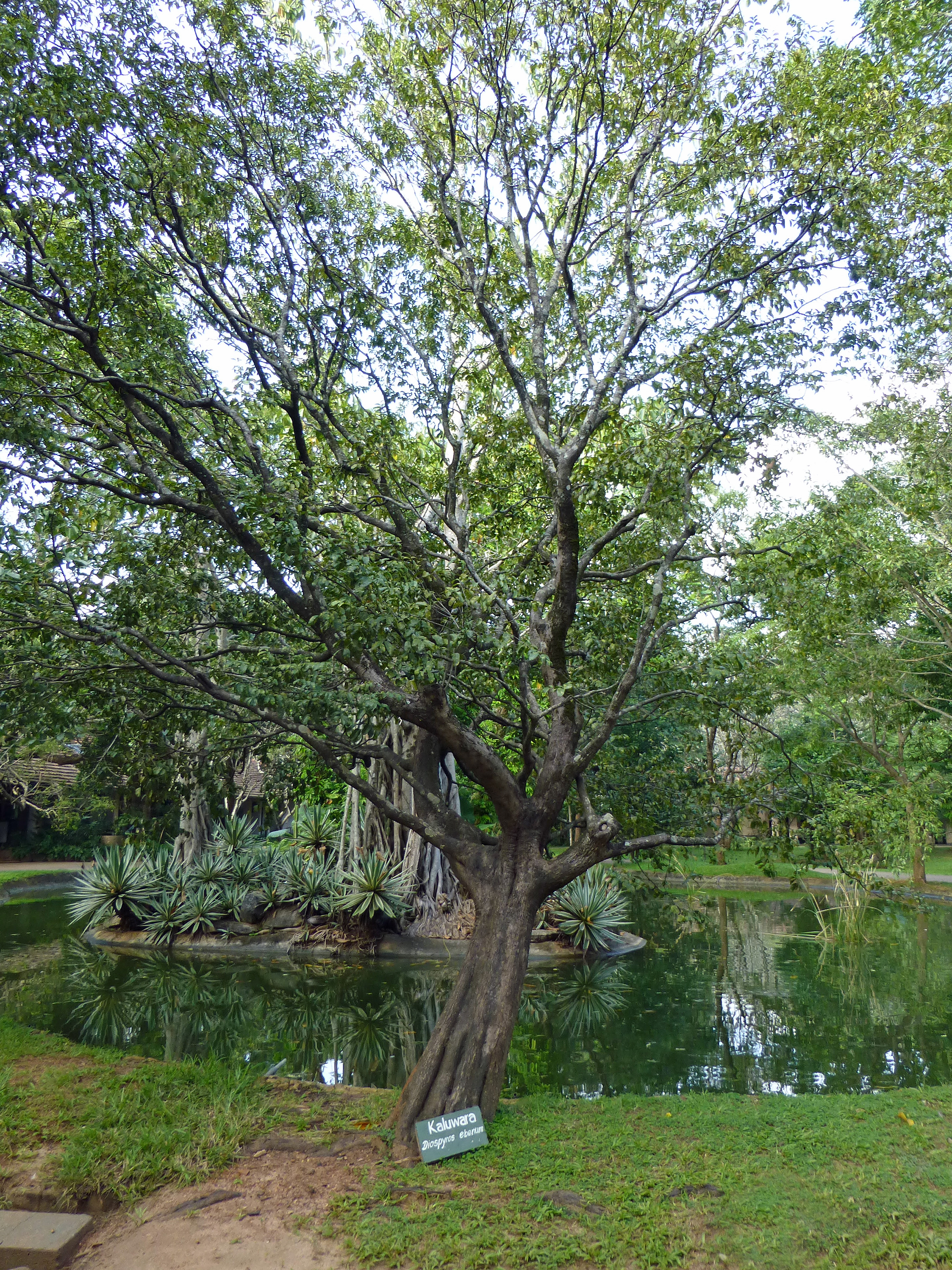
Kifejlett fa

A ceyloni ében előfordulási területe India déli része, Srí Lanka és Indonézia. A Celebesz északi részén lévő Diospyros ebenum Koenig nevű változat, értékes fekete színű faanyagot, azaz ébenfát ad.
A nagy értéke és keresettsége miatt, sok helyen a kihalás fenyegeti. Emiatt 1994-ben, a Természetvédelmi Világszövetség (IUCN) felvette a Vörös listára. Manapság India és Srí Lanka tiltják a vele való nemzetközi kereskedelmet.

## Megjelenése
Ez a középmagas, örökzöld fafaj igen lassan nő; legfeljebb 20-25 méter magas lehet. A levelei sima szélűek és hosszúkás ovális alakúak; körülbelül 6-15 centiméter hosszúak és 3-5 centiméter szélesek. A termése nem nagy méretű, csak 2 centiméter átmérőjű. A fanedve világos sárgásszürke. A faanyaga fényes fekete színű, néhol világos szálakkal. Ez a fémesen fényes faanyag sima felületű.

## Felhasználása
A 16. századtól egészen a 19. századig, ebből a fából készültek a legértékesebb bútorok. Manapság is sok mindent készítenek belőle, főleg dísztárgyakat. A drágább sakkfigurákat, valamint a zongorák egyes részeit, például a billentyűit ceyloni ébenből készítik.
A faanyaga annyira értékes, hogy kilogrammonként adják el.

## Képek

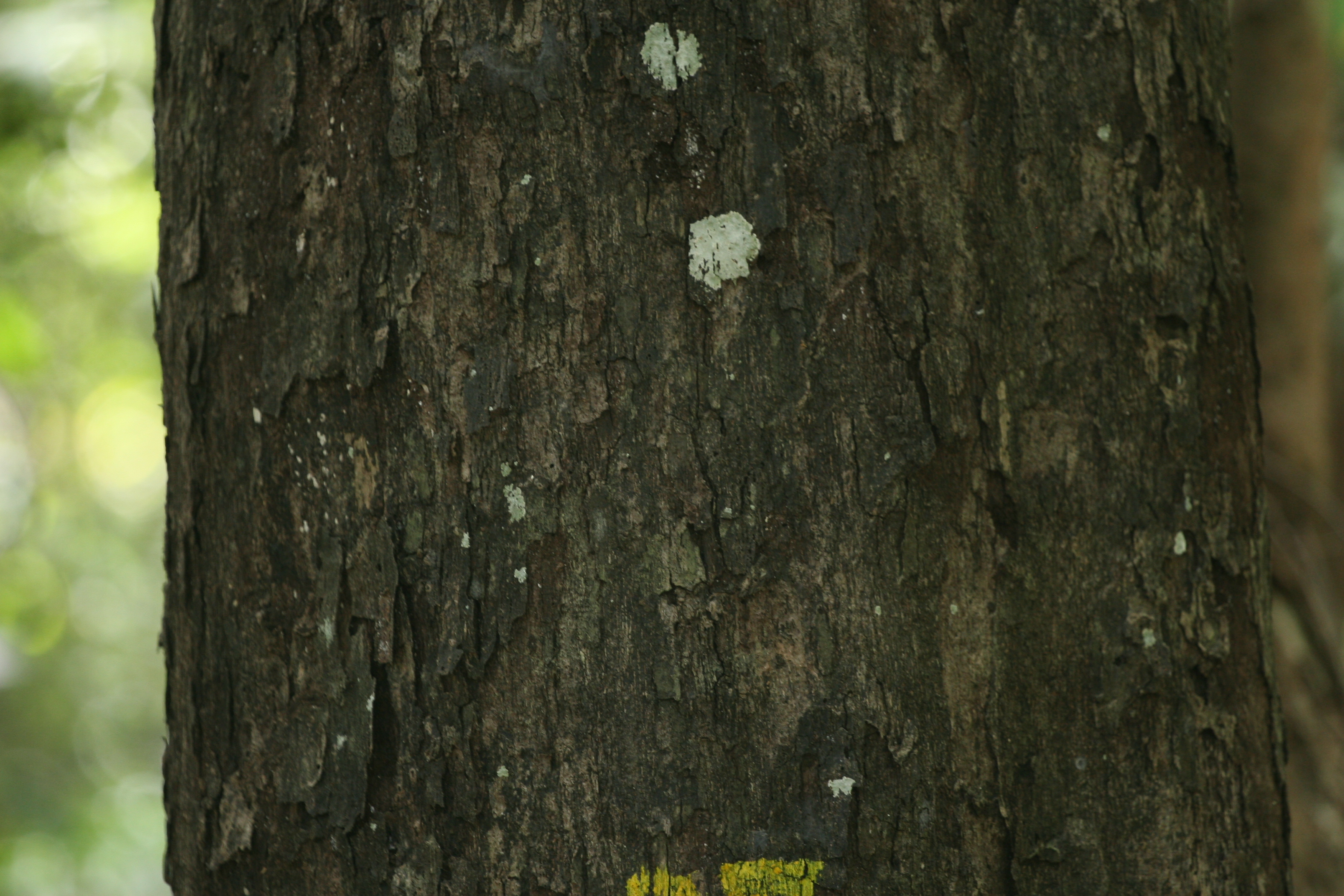
Törzsei
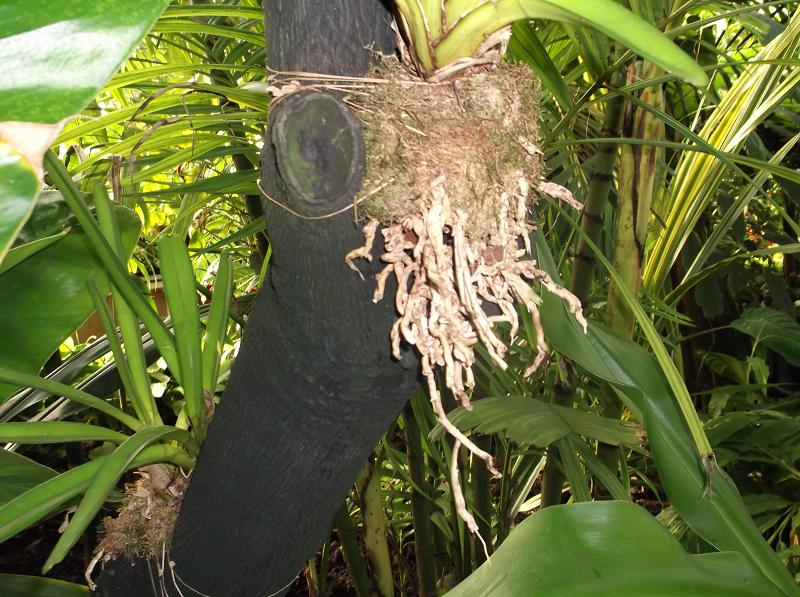
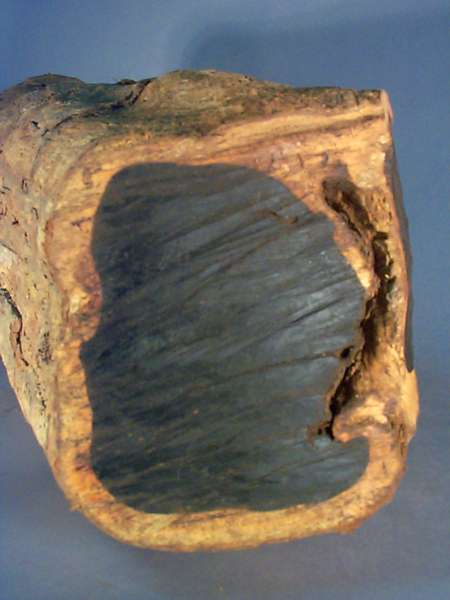
Fájának keresztmetszete
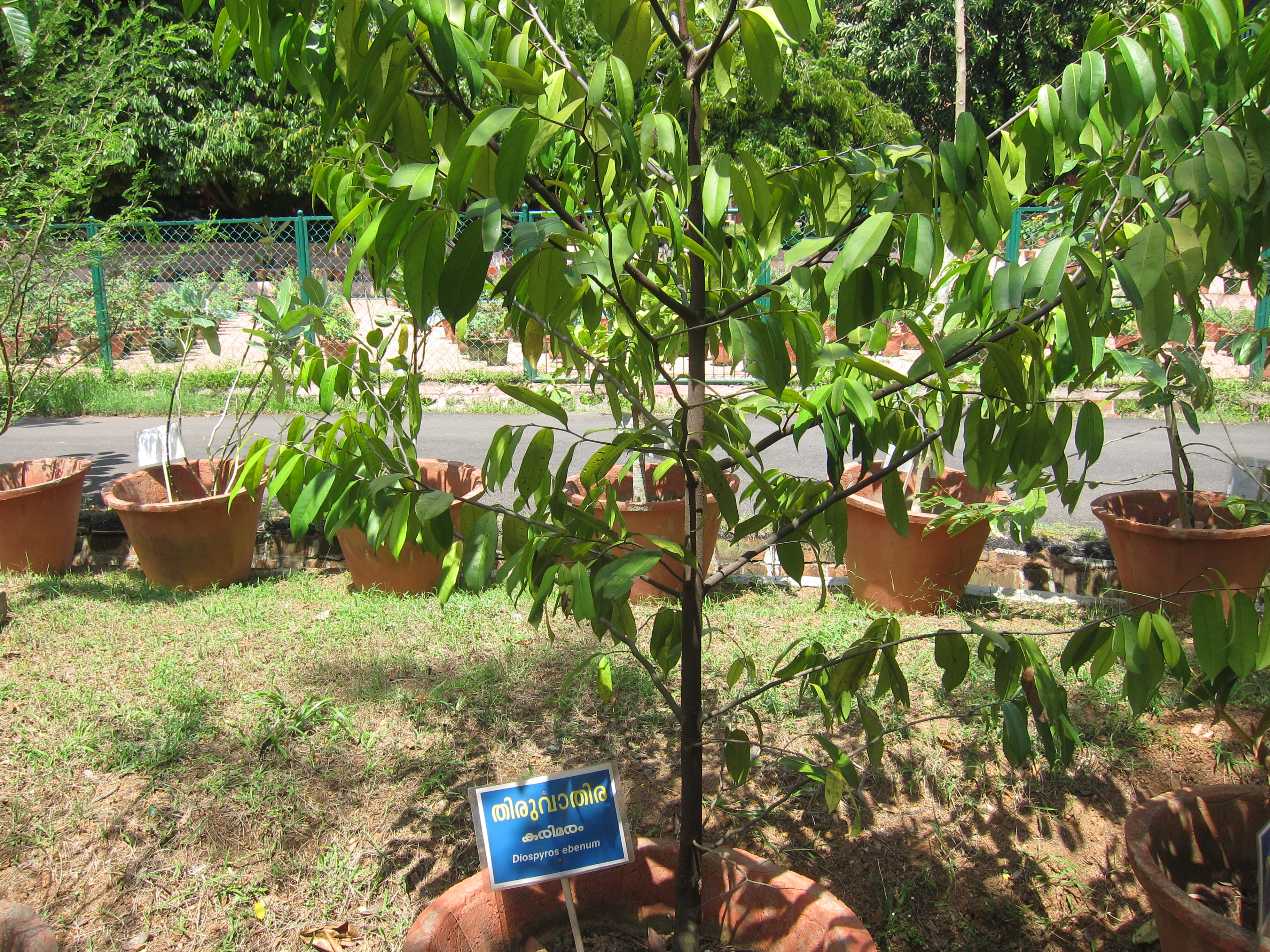
Csemeteként

### Fordítás
- Ez a szócikk részben vagy egészben  a   Diospyros ebenum című angol Wikipédia-szócikk ezen változatának fordításán alapul.  Az eredeti cikk szerkesztőit annak laptörténete sorolja fel. Ez a jelzés csupán a megfogalmazás eredetét és a szerzői jogokat jelzi, nem szolgál a cikkben szereplő információk forrásmegjelöléseként.